# Discovery Island
Ne doit pas être confondu avec Discovery Island.
Discovery Island était un parc zoologique et une réserve naturelle, ouverts le 8 avril 1974 au sein de Walt Disney World Resort, situés sur une île de 4,45 ha de Bay Lake en Floride.
L'île a fermé au public le 8 avril 1999 mais a continué à être gérée jusqu'au 9 juillet suivant. Toutefois la plupart des animaux avaient été déplacés dans la zone homonyme du parc Disney's Animal Kingdom, qui est aussi une île, située au centre du parc.

## Historique
Cette île de 4,5 ha fut achetée par Walt Disney en 1965 après un vol de repérage au-dessus de la région. Ses anciens propriétaires lui donnèrent le nom de Raz Island en 1900, et la cultivèrent. À la fin des années 1930, un certain Delmar Nicholson, racheta l'île pour 800 $. Il était à la fois un animateur de radio (surnom Radio Nick) et un passionné de botanique. Il transforma l'île en un jardin pour sa maison avec de nombreuses variétés d'arbres fruitiers, il donna à l'île le nom de Idle Bay Island. Après le rachat par Walt Disney en 1965, l'île fut nommée Blackbear's Island.
En 1974, la Walt Disney Company, par l'intermédiaire de sa filiale Buena Vista Construction Company, consolide le terrain en y apportant un grand quantité de terre. Des décors de pirates sont ajoutés dans l'île, utilisant le thème du film L'île au trésor (1950), d'où la présence d'une épave de bateau. Le nom fut changé en Treasure Island et l'île devint une attraction qui ouvrit le 7 avril 1974,.
De janvier à mars 1976, l'île subit une rénovation. Un bar fut construit et baptisé Thirsty Perch, ainsi qu'une volière l'Avian Way.
Elle a été renommée Discovery Island en 1977,. En juin 1978, des alligators et des tortues des Galapagos furent ajoutés. En 1979 après des réunions avec l'association des zoos et aquariums américains, l'île reçut un caractère éducatif. Plus de 200 variétés de plantes et 100 espèces d'animaux étaient alors regroupées sur l'île, accessible uniquement par bateaux.
La zone d'attractions fut fermée en 1996. Les animaux partirent pour le parc Disney's Animal Kingdom alors en construction et l'île débaptisée au profit de l'île centrale de ce parc.
Depuis aucun projet n'a émergé pour donner un avenir à l'île.

## Attractions
Voici les attractions de l'île qui ont depuis disparu :
- Trumpeter Springs - Cygnes trompettes
- Parrots Perch - un spectacle d'oiseaux avec des aras, cacatoès et autres oiseaux dressés
- Bamboo Hollow - Lémurs de Madagascar.
- Cranes's Roost - grues demoiselles
- Avian Way - la plus importante colonie d'ibis rouge des États-Unis
- Pelican Bay - Pélicans bruns
- Flamingo Lagoon - flamants roses
- Tortoise Beach - Cinq tortues géantes des Galapagos